# Landmaschinenbau Gützkow

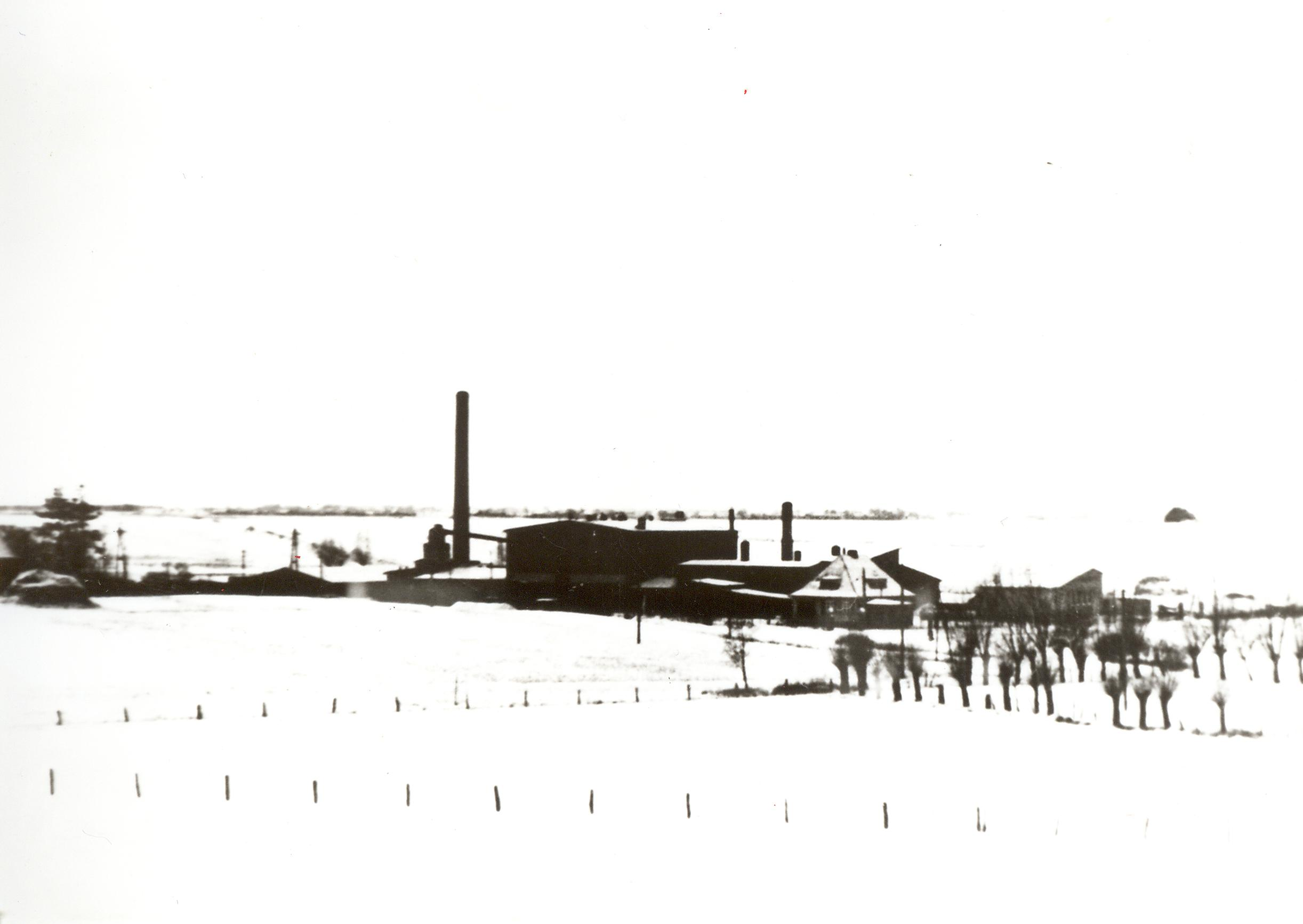
Landmaschinenbau Gützkow 1957

Der Landmaschinenbau Gützkow war ein Unternehmen in Gützkow, das Maschinen für die Arbeit im landwirtschaftlichen Bereich herstellte. Es entstand mit Vorgängerbetrieben 1908 und wurde 1966 als Hersteller für Landwirtschaftsmaschinen aufgelöst. Der Nachfolgebetrieb stellte als Betriebsteil des VEB Reparaturwerk Neubrandenburg hauptsächlich Ersatzteile für Panzer her.

## Geschichte

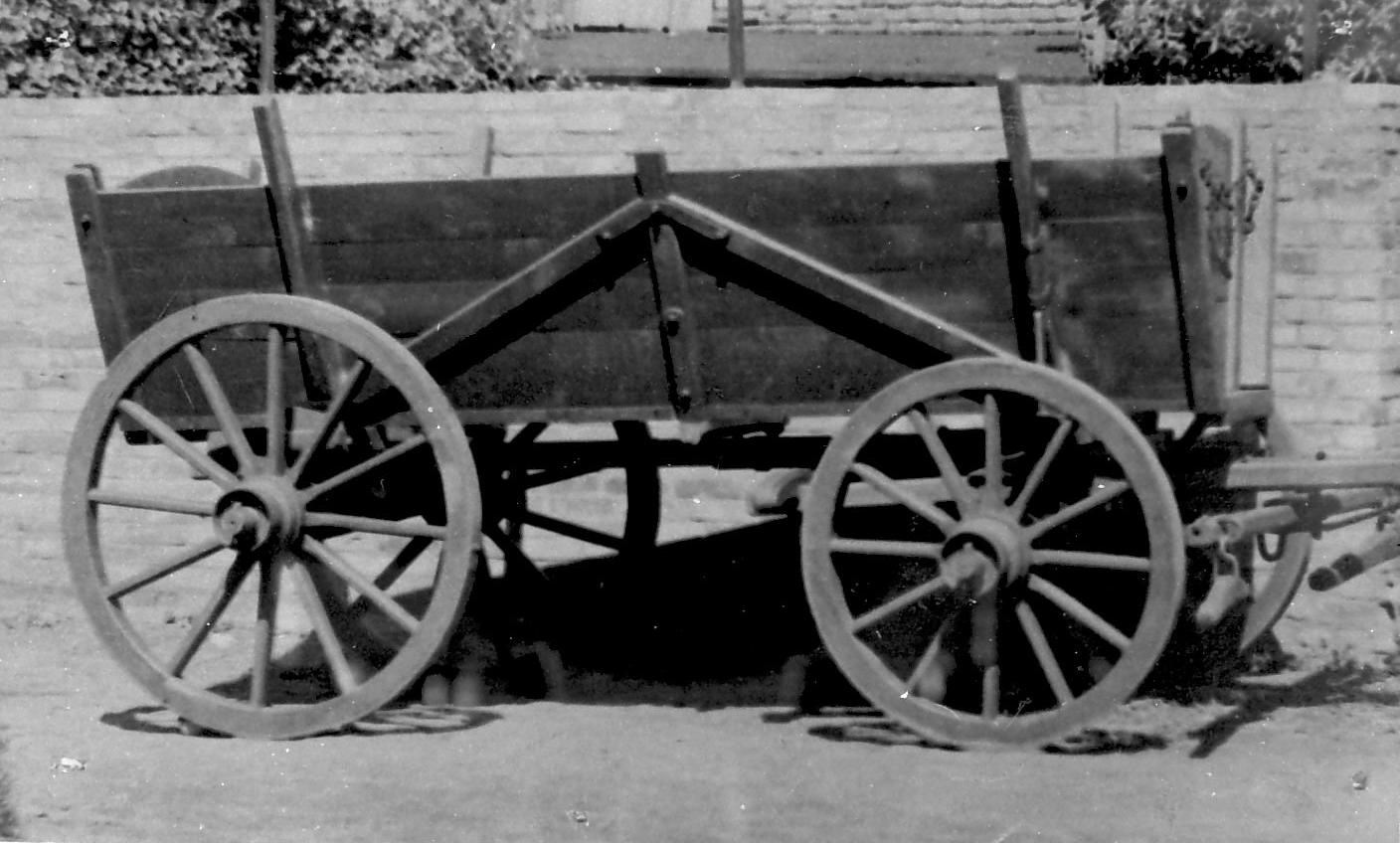
Gespannwagen im Museum 1978

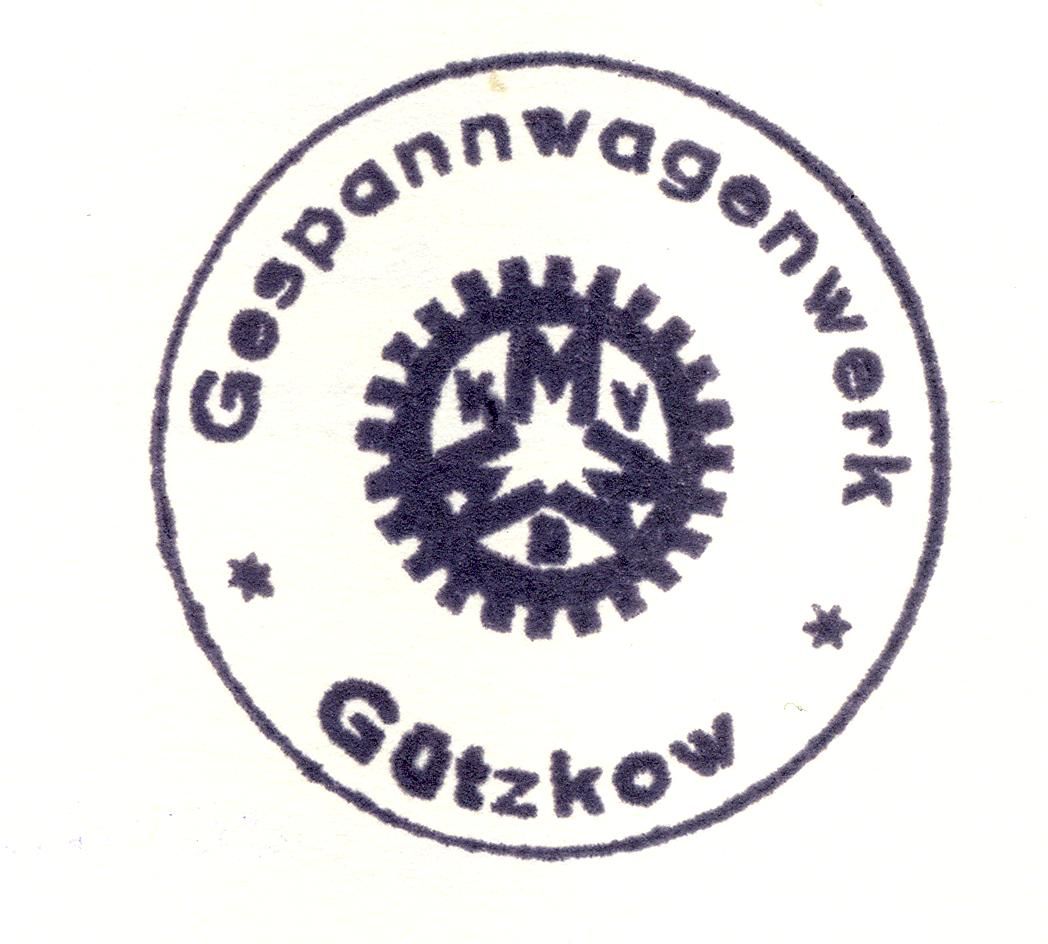
Stempel des Gespannwagenwerkes Gützkow 1947

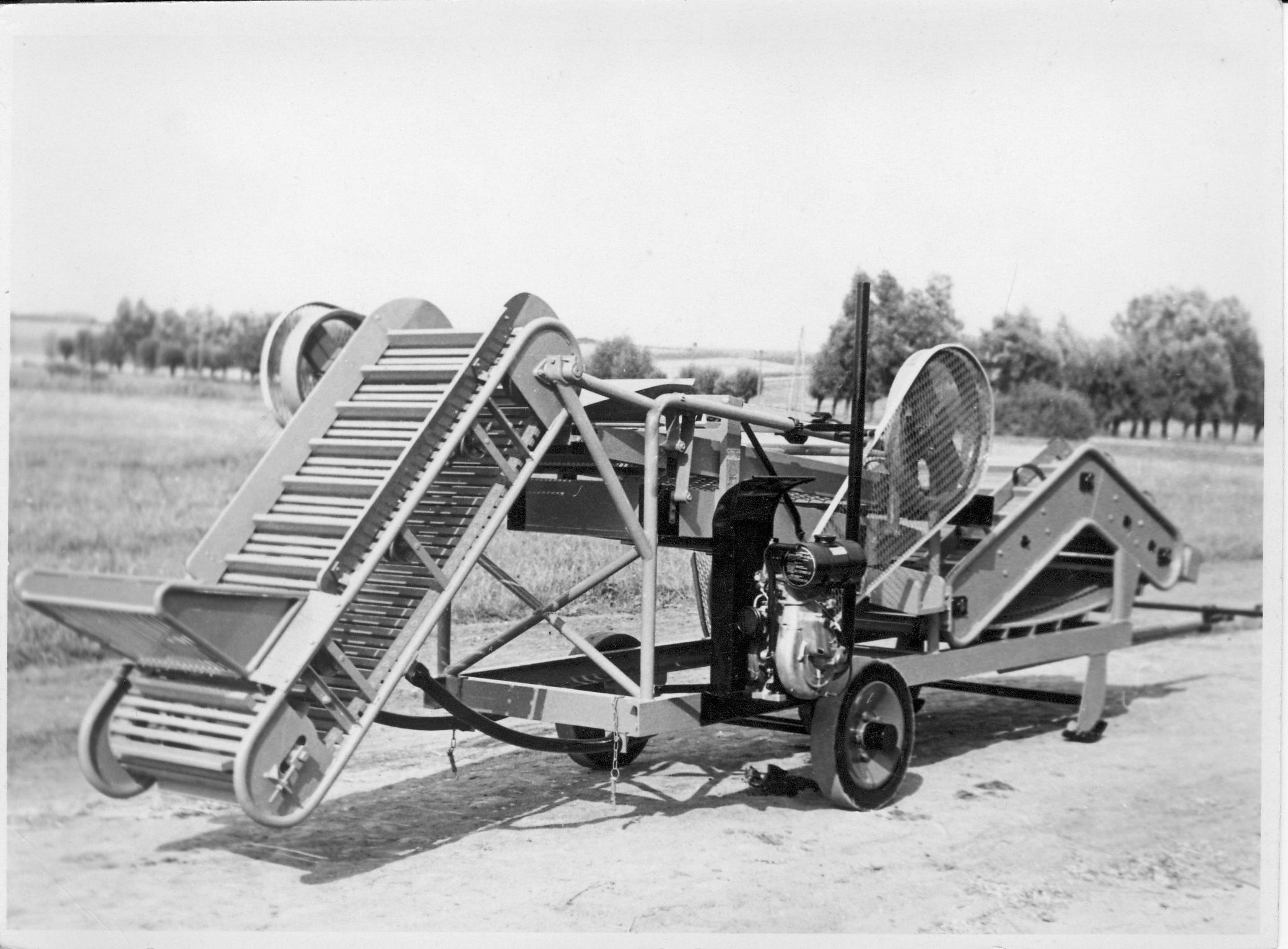
Kartoffelsortierer K 720 des LMB Gützkow 1957

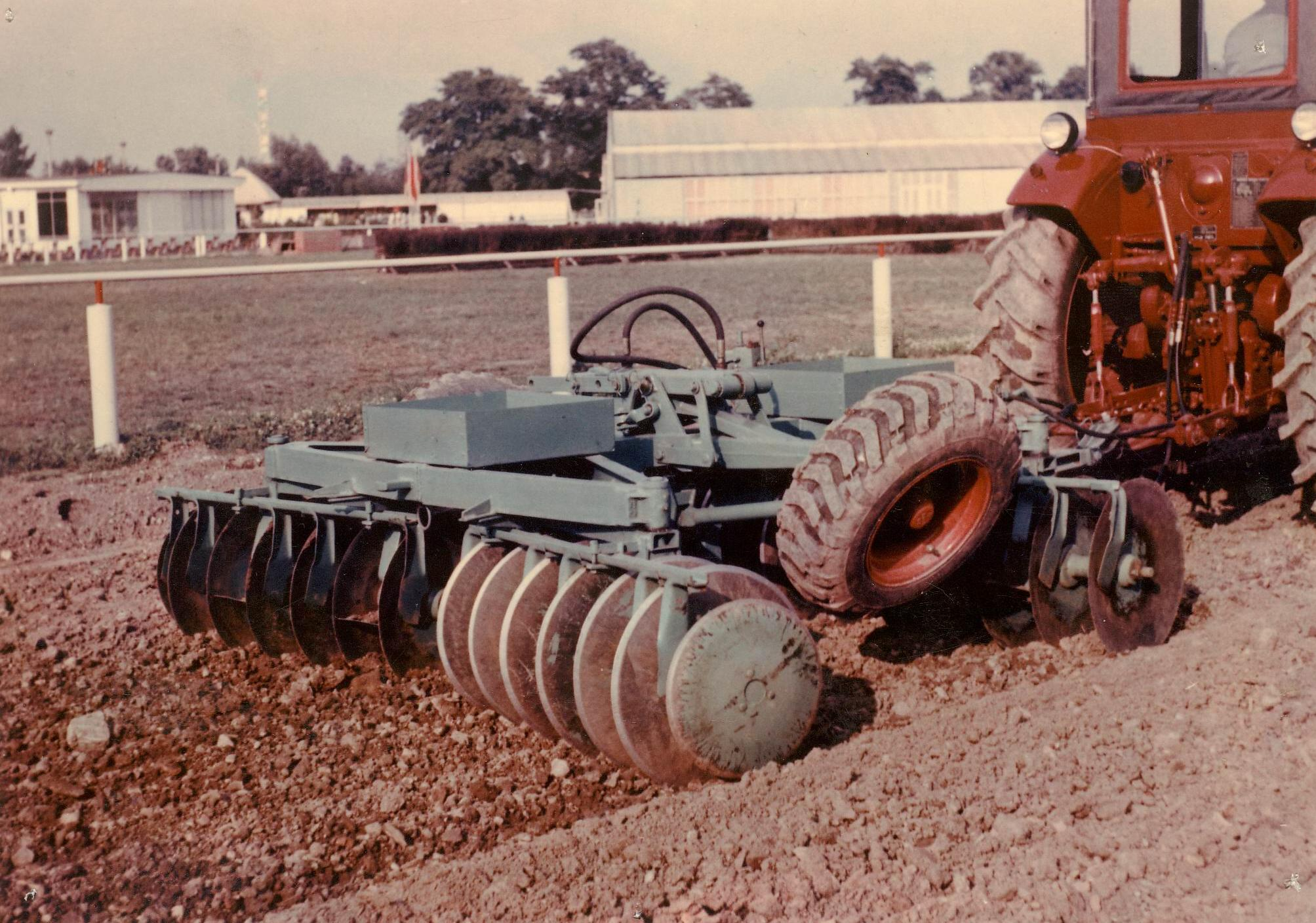
Hydraulische Doppelscheibenegge B 355 des LMB Gützkow 1964

### Vorgängerbetriebe
Am späteren Standort des Betriebes wurde 1907 bis 1908 die Stärkefabrik Gützkow gegründet und erbaut, die noch bis 1948 produzierte.
Der direkte Vorgängerbetrieb war der „Wagen- und Karosseriebau Willi Frank - Kommanditgesellschaft“, die 1940 aus der Stellmacherei Frank hervorging. Es sollten ursprünglich Ackerwagen für den Pferdevorspann hergestellt werden. Da aber der Zweite Weltkrieg begann, wurde die Produktpalette aber sofort erweitert. Frank stellte für die Wehrmacht pferdebespannte Munitionswagen, Munitionskisten und auch Pferdeschlitten her. Verstärkt wurde seine Belegschaft durch bis zu 60 Zwangsarbeiter. Frank wurde 1945 sofort durch die Besatzungsmacht enteignet, er selbst ins Internierungslager „Fünfeichen“ in Neubrandenburg verbracht. Da ihm aber eine gute Behandlung der Zwangsarbeiter bescheinigt wurde, wurde er bald entlassen, sein Betrieb blieb aber wegen der Kriegsproduktion enteignet. Die Besatzungsbehörden ordneten aber an, dass der Betrieb sofort weiterarbeiten sollte. Mit der alten Belegschaft und vielen Handwerkern von den Flüchtlingen und Vertriebenen (in Gützkow waren es von letzteren über 1.000) wurde mit dem vorhandenen Material weiterproduziert. Die Gespannwagen (364 Stück) gingen von Beginn an bis Ende 1945 als Reparation an die Sowjetunion. Dann aber wurde wegen der vielen jetzt errichteten Neubauernwirtschaften aus der Bodenreform ein großer Bedarf an Landwirtschaftsgeräten und -transportmitteln ersichtlich, dass die Besatzungsmacht auf weitere Reparationen verzichtete. 1947 wurde der Betrieb landeseigen und als Wagen- und Karosseriebau (vormals Frank) bis 1948 weitergeführt. Es folgten dann die Namen VVB Gespannwagenwerk Gützkow (1948–1950), VEB Gespannwagenwerk Gützkow (1951), VEB LBH Werk Gützkow (1951–1952) und schließlich ab 1. September 1952 VEB Landmaschinenbau Gützkow.
Bislang hatte der Betrieb jährlich ca. 1400 Gespannwagen in verschiedenen Ausführungen, aber auch schon Fertigungen von Ackergeräten jährlich rund 1000 Eggen, Grubber usw. und viele sonstige Produkte (vom Grabkreuz bis zum Couchgestell) wegen der mangelhaften Materiallage hergestellt. Gespannwagen wurden jetzt weniger nachgefragt, deshalb wurde für die neue Produktion bei sinkender Weiterfertigung der Wagen, die Betriebsstätte zur ehemaligen Stärkefabrik verlegt.

### Landmaschinenbau mit Erzeugnissen

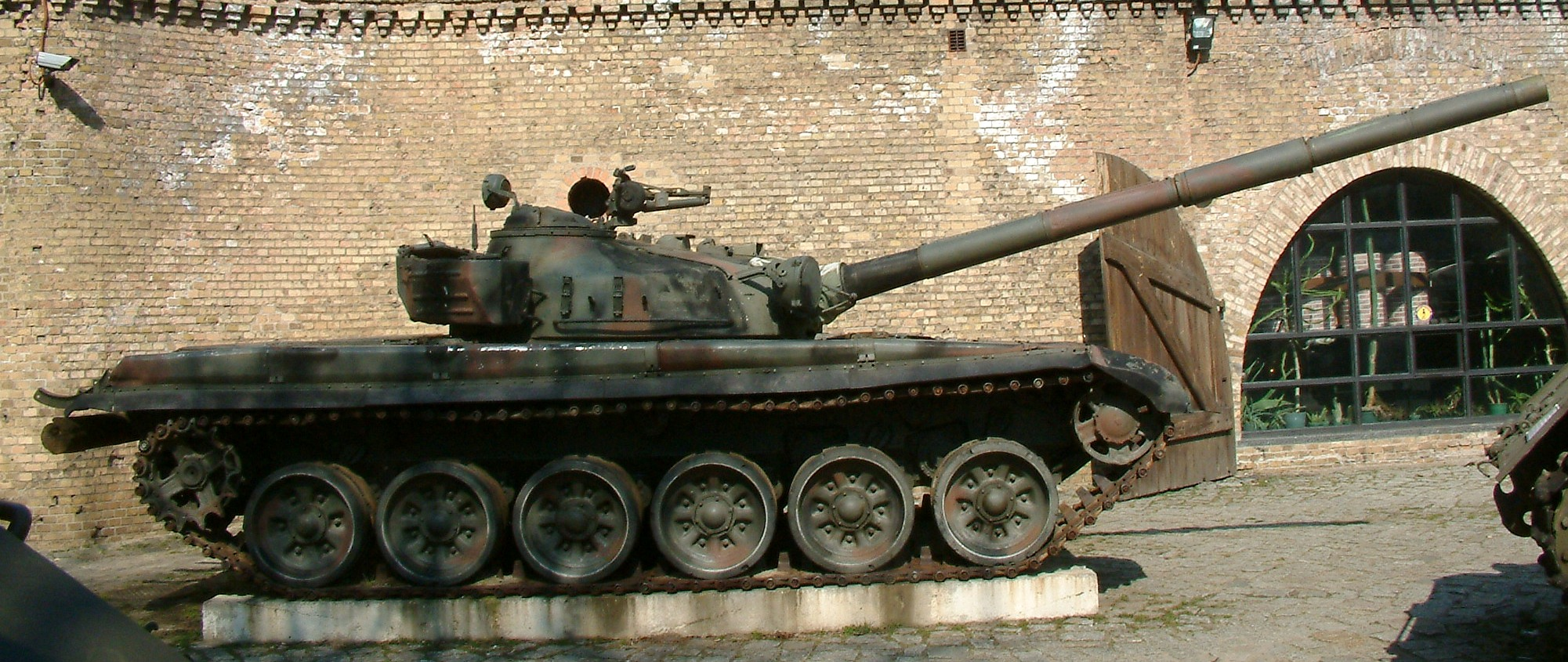
T 72 Laufwerke gefertigt im RWN

1952 wurden die ersten LPG gegründet. Für diese und die VEG, die meistens Saatgutbetriebe waren, wurden jetzt die Kartoffelsortiermaschinen MS 52 und die kleinen Handsortierer KS I und KS II gebaut. 1952 wurden nochmals 965 Gespannwagen, wegen fehlender Materialien (Stahlwaren und Motoren) nur 120 Sortierer und 4000 Handwagen K 50 (50 für 50 Kilogramm Last) gefertigt. 1953 waren es dann schon 1525 Sortierer, 710 Gespannwagen und 8080 Handwagen. In den nachfolgenden Jahren stieg die Zahl der Kartoffelsortierer, die Gespannwagen sanken aber gegen Null. 1956 hatte sich die Materiallage in der DDR soweit gebessert, dass jetzt die bisherigen Sortierer aus Holz durch eine Neuentwicklung aus Stahl ersetzt wurden. Das waren die Kartoffelsortierer K 720 und die kleineren Handsortierer K 312, beide mit entsprechenden Höhenförderern.
Gleichzeitig kamen die Kopplungsbalken Z 102 und Z 104 sowie der Gespannkultivatoren R 7 in die Produktion.
Mit der Kollektivierung der Landwirtschaft 1960 wurde die Produktion der Handsortierer K 312, der Kultivator R 7 und der Kopplungsbalken Z 104 eingestellt. Leider wurde aber auch der K 720 Ende 1960 eingestellt, im Rahmen des RGW wurde die Produktion in die CSSR verlagert. Der Z 102 wurde aber noch mit erhöhten Stückzahlen weiter gefertigt. Als neue erfolgreiche Produktion wurde jetzt die hydraulische Doppelscheibenegge B 355 aufgenommen. Es folgten für den Geräteträger RS09 der Anbaugrubber B 233, der Anbau-Hopfenpflug B 137 und das Kombi-Gerät Grubber-Scheibenegge B 490. Auch die Ackerbürste B 281 und der Scheibenpflug B 178 kamen hinzu.
Die Belegschaft hatte sich im Laufe der Jahre bis auf 400 Menschen erhöht, kompliziert war der Berufswechsel von Holzverarbeitern zu Metallarbeitern. Schweißer, Dreher und Schlosser mussten ausgebildet werden. Zusätzlich wurden zunehmend Fachkräfte von den stark im Aufschwung befindlichen Werften in Wolgast und Stralsund abgezogen. Die Belegschaft sank in den Folgejahren durch die Produktionsumstellungen und andere Komponenten auf ca. 250.
Die neuen Bodenbearbeitungsgeräte waren überwiegend Entwicklungen vom VEB BBG Leipzig und es folgten weitere Verflechtungen, indem der Landmaschinenbau Gützkow immer mehr Zulieferer von Baugruppen, z. B. für Stäubegerät S 293, den Ventilator S 872 für das große Stäubegerät und das vollständige Drain-Spül- und Ortungsgerät B 765. Diese Fertigung bereitete aber dem Betrieb große Probleme wegen der ungewohnt feinen Arbeitstechniken. Durch die Kooperationsverflechtungen und anwachsende Qualitätsprobleme kam es zu Liquidationsschwierigkeiten. Da es in volkseigenen Betrieben keinen Konkurs gab, wurde vom Ministerrat der DDR ein Betriebs- und damit Branchenwechsel verordnet.

### Nachfolgebetriebe
Ab 1. Januar 1966 wurde der aufgelöste Landmaschinenbau Gützkow zum Betriebsteil des VEB Reparaturwerk Neubrandenburg. Hauptprodukt wurden die Laufwerksbaugruppen und Ersatzteile für die Panzer der NVA von T-34 bis T-80. Exportschlager wurde in den 1980er Jahren mit einem Volumen von 50 Millionen Mark der Kettenspanner für den T-72, die Gützkow für den gesamten Warschauer Vertrag einschließlich der sowjetischen Panzerwerke fertigte. Damit wurden sinnbildlich die „Pflugschare zu Schwertern“. (Vergl. dazu: Schwerter zu Pflugscharen)
Nach der Wende und friedlichen Revolution in der DDR wurde auch der Betrieb zu Anfang der 1990er Jahre von der Treuhandanstalt abgewickelt. Die danach folgenden Betriebe überstanden die nächsten Jahre auch nicht, es blieben zwei Handwerksbetriebe, die sich in dem als Gewerbegebiet ausgeschriebenen Bereich etablierten.